# Pueblo chagosiano
Los chagosianos (también llamados îlois, denominación que estos rechazan al considerarla peyorativa) son los habitantes originarios del archipiélago de Chagos. Los colonizadores franceses los llevaron como esclavos a mediados del siglo XVIII para trabajar en las plantaciones de coco. Con el tiempo desarrollaron una cultura, un dialecto y una forma de vida propia. Entre 1965 y 1973 fueron expulsados por el gobierno colonial británico para transformar Diego García en una base militar arrendada al gobierno estadounidense.

## Orígenes de los chagosianos

### Colonia francesa
Las condiciones climáticas eran ideales para la plantación de cocos. A principios del siglo XIX varias islas del archipiélago fueron arrendadas a comerciantes franceses que instalaron plantaciones.
En 1783 Pierre Marie Le Normand recibió una concesión del gobierno francés para instalar una plantación de cocos en Diego García. En esa época, la totalidad del archipiélago estaba bajo soberanía francesa. Le Normand trasladó a 22 esclavos africanos, que se convirtieron en los primeros habitantes permanentes. En todos los casos la mano de obra estaba compuesta por esclavos. La mayoría provenía de las colonias francesas ubicadas en la actual Mozambique, otros provenían de la India, Madagascar y Mauricio.

### Colonia británica
Los británicos codiciaron durante mucho tiempo las posesiones francesas en el océano Índico. En 1794 invadieron y en 1810 hicieron lo propio con Seychelles. El Tratado de París de 1814 cedió formalmente el archipiélago de Chagos al Reino Unido, finalizando el dominio colonial francés.
La transferencia de la colonia no modificó sustancialmente la forma de vida y organización social. Se mantuvieron buena parte de las leyes y costumbres francesas, el idioma y la religión. La esclavitud fue abolida formalmente en 1834.  

## Cultura

### La plantación
La plantación, en tanto forma de organización social de la producción, forjó la sociedad y la cultura de los chagosianos de una manera distinta a lo ocurrido en otras áreas del océano Índico o de la India; tenía, en cambio, más similitudes con las plantaciones de azúcar de Bahía, en Brasil o las islas del Caribe. Lo distintivo de Chagos era la inexistencia de una población nativa y la escasa proporción de trabajadores europeos. Con la excepción de los trabajadores de la administración colonial, de origen europeo, toda la población conformaba la mano de obra esclava.

### Lenguaje
El lenguaje es una de las manifestaciones de la cultura particular de las islas (culture des îles). Los chagosianos tienen una lengua distintiva, el criollo chagosiano, que tiene bastantes similitudes con el criollo de Mauricio o Seychelles, también de base francesa.

## Expulsión
El la década de 1950 la Armada de los Estados Unidos estaba buscando bases de proyección estratégica. La isla de Diego García cumplía con los requerimientos estadounidenses. Era apta para la construcción de una base militar y tenía un población reducida que podría ser fácilmente removida, estimaban los militares, sin levantar protestas. Tampoco pasó desapercibido para los analistas militares que el archipiélago de Chagos y su población tenían muy poca importancia para el gobierno de Mauricio, del cual dependía administrativamente. Los habitantes de Mauricio, de origen mayormente indio, no sentían empatía por los chagosianos de raíz africana.
El acuerdo establecía que la isla sería entregada sin población, por un período de 50 años, prorrogable por otros 20.
El 3 de octubre de 2024, el gobierno del Reino Unido anunció un acuerdo para otorgar a Mauricio la soberanía sobre el archipiélago de Chagos, incluida la isla de Diego García. Este acuerdo también establece un conjunto de apoyos financieros para la implementación de un programa de reasentamiento e infraestructura en el archipiélago de Chagos.
La isla de Diego García continuará como base militar y quedará excluida del programa de reasentamiento.